# Gerencia General del Organismo Judicial de Guatemala
La Gerencia General del Organismo Judicial es el enlace entre la Presidencia del Organismo Judicial y sus dependencias administrativas, dirige y es el responsable de la política administrativa institucional, sobre la base de los lineamientos de la Presidencia, para contribuir al cumplimiento de los objetivos del Organismo Judicial.

## Funciones
Las principales funciones de la Gerencia General son:
1. Organizar, dirigir, coordinar y supervisar las dependencias a su cargo;
2. Suscribir por delegación los contratos administrativos de arrendamientos varios, servicios de mantenimiento y de seguridad para el equipo, mobiliario, instalaciones y otros que disponga la Presidencia;
3. Coordinar la función de planificación del Organismo Judicial;
4. Extender finiquitos por servicios que sean prestados al Organismo Judicial por medio de los contratos administrativos; coordinar programas de cooperación nacional e internacional;
5. Elaborar, implantar y evaluar los planes y programas para la prestación de los servicios generales y de apoyo;
6. Coordinar el análisis permanente de las funciones, tareas y desarrollo administrativo de los procedimientos de ejecución del Organismo Judicial;
7. Gestionar y promover los estudios y proyectos que tiendan a la mejora y sistematización de los procedimientos y métodos de trabajo del Organismo Judicial;
8. Evaluar y aprobar los planes y programas estratégicos y operativos para la administración de recursos humanos, sobre la base de los lineamientos de la Presidencia del Organismo Judicial;
9. Diseñar los sistemas de información interna y coordinar los de información externa; promover y ordenar la realización de auditorías administrativas hacia sus dependencias, en materia de procesos, recursos humanos, avance de actividades y otros; y,
10. Otras funciones que le sean delegadas por el presidente del Organismo Judicial, inherentes a la competencia de la Gerencia General.

## Organización
- -     - Gerencia General
      -         -           - Equipo Gerencial

        - Centro de Informática y Telecomunicaciones
        - Secretaría de Planificación y Desarrollo Institucional

      - Gerencia de Recursos Humanos
      - Gerencia Financiera
      - Gerencia Administrativa